# Mably, Loire
Mably är en kommun i departementet Loire i regionen Auvergne-Rhône-Alpes i centrala Frankrike. Kommunen ligger i kantonen Roanne-Nord som tillhör arrondissementet Roanne. År 2022 hade Mably 7 246 invånare.

## Befolkningsutveckling
Antalet invånare i kommunen Mably
| Referens: INSEE |